# كيفن دان
كيفن دان (بالإنجليزية: Kevin Dunn) مواليد 24 أغسطس 1956 في شيكاغو، هو ممثل أمريكي بدأ مسيرته الفنية عام 1986.

## الأعمال
- مسيسيبي تحترق
- روزان
- ساينفيلد
- تشابلن
- صورة مثالية
- غودزيلا
- بوسطن العامة
- الضياع
- داليا السوداء
- أشبي

## وصلات خارجية
- كيفن دان على موقع IMDb (الإنجليزية)
- كيفن دان على موقع ألو سيني (الفرنسية)
- كيفن دان على موقع ميوزك برينز (الإنجليزية)
- كيفن دان على موقع أول موفي (الإنجليزية)
- كيفن دان على موقع قاعدة بيانات الأفلام السويدية (السويدية)
- كيفن دان على موقع إن إن دي بي (الإنجليزية)
- كيفن دان على موقع قاعدة بيانات الفيلم (الإنجليزية)
- كيفن دان على موقع كينوبويسك (الروسية)